# Соколов, Алексей Емельянович
Алексе́й Емелья́нович Соколо́в (13 октября 1925 — 12 апреля 2018) — советский хозяйственный, государственный и политический деятель.

## Биография
Родился 13 октября 1925 года в селе Домнино Меленковского района Владимирской области в крестьянской семье. Член ВКП(б).
С 1945 года — на хозяйственной, общественной и политической работе. С 1945 гг. — мастер в мартеновском цеху, технолог цеха, начальник технологического бюро, металлургического производства Серовского металлургического завода, секретарь, первый секретарь Серовского горкома партии, инструктор ЦК КПСС по промышленности, в рабочей командировке в Сомали, председатель Иркутского облисполкома, инструктор управделами, старший референт, главный специалист по работе исполнительных органов Совета министров СССР, председатель Российского фонда ветеранов.
Скончался 12 апреля 2018 года в городе Москве.
Избирался депутатом Верховного Совета РСФСР 10-го созыва.